# Joko Takahagiová
Joko Takahagiová (japonsky 高萩 陽子, * 17. dubna 1969) je bývalá japonská fotbalistka.

## Reprezentační kariéra
Za japonskou reprezentaci v letech 1986 až 1991 odehrála 31 reprezentačních utkání. Byla členkou japonské reprezentace i na Mistrovství světa ve fotbale žen 1991.

## Statistiky
| Japonsko | Japonsko | Japonsko |
| Roky     | Záp.     | Góly     |
| -------- | -------- | -------- |
| 1986     | 13       | 0        |
| 1987     | 2        | 0        |
| 1988     | 0        | 0        |
| 1989     | 6        | 0        |
| 1990     | 6        | 0        |
| 1991     | 4        | 0        |
| Celkem   | 31       | 0        |

## Úspěchy

### Reprezentační
- Mistrovství Asie:  1986, 1991;  1989